# Tratado de Bucarest (1812)

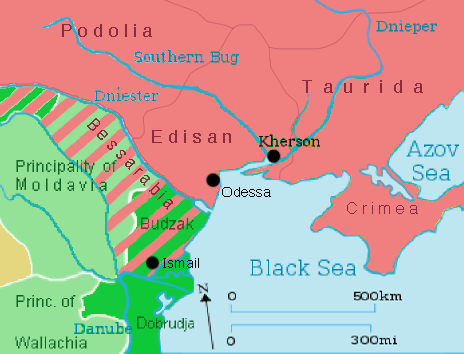
Cambios territoriales en virtud del Tratado de Bucarest de 1812.

El Tratado de Bucarest de 1812 fue un tratado internacional firmado el 28 de mayo de 1812 en Bucarest entre el Imperio otomano y el ruso que puso punto final a la guerra ruso-turca de 1806-1812. 
Por parte rusa, el acuerdo lo firmó el general en jefe ruso Mijaíl Kutúzov; fue ratificado por el zar Alejandro I un día antes de la invasión napoleónica de Rusia. El tratado estableció que el río Prut sería la frontera natural entre ambos imperios, pasando, así, Besarabia al imperio ruso. Además Rusia obtuvo derechos comerciales en el río Danubio. Así mismo, se acordó una tregua entre el Gobierno otomano y los serbios insurrectos; el primero concedió cierta autonomía a Serbia. En Transcaucasia, los otomanos renunciaron a sus aspiraciones sobre la mayor parte de la Georgia occidental, pero mantuvieron el control sobre Ajalkalaki, Poti y Anapa, que habían sido tomadas por tropas ruso-georgianas durante la guerra. El principal objeto del pacto fue oponerse Rusia a la acometida de Napoleón, de cuyos preparativos tuvo noticia, y desbaratar las instrucciones dadas por Francia a su embajador Andreossy para que procurara alargar las hostilidades entre Rusia y Turquía lo más posible para dejar a esta nación desguarnecida.
El Tratado de Akkerman de 1826 complementó y actualizó lo negociado en Bucarest; pero el repudio del sultán resultó en la Guerra ruso-turca (1828-1829).